# 3551 Verenia
3551 Verenia је Амор астероид са пречником од приближно 0,9 .
Афел астероида је на удаљености од 3,111 астрономских јединица (АЈ) од Сунца, а перихел на 1,073 АЈ.
Ексцентрицитет орбите износи 0,486, инклинација (нагиб) орбите у односу на раван еклиптике 9,506 степени, а орбитални период износи 1105,803 дана (3,027 године).
Апсолутна магнитуда астероида је 16,75 а геометријски албедо 0,37.
Астероид је откривен 12. септембра 1983. године.